# Eilema naneola
Eilema naneola är en fjärilsart som beskrevs av Emile Enrico Ragusa 1889. Eilema naneola ingår i släktet Eilema och familjen björnspinnare. Inga underarter finns listade i Catalogue of Life.